# 半音體系
音樂術語。把半音音階中的某些音外加自然音阶為主的曲調上，或用半音音階來完全取代自然音階，都是屬於半音體系。前者可見於主音音樂中，例如海頓和莫札特及早期貝多芬的音樂，常常用快速半音音階作為華彩裝飾音。舒伯特常用半音造成變化和弦，以便於轉調。
19世纪中期起，半音體系（尤其是變化和弦及转调）的用法被大量的應用，有些作品不斷轉調，已威脅到调性音樂的地位，例如華格納在歌劇《特里斯坦与伊索尔德》中的序曲影響到二十世紀的無調性音樂，後來荀貝格發展十二音制，使半音體系成為完全獨立的和聲體系。德布西應用半音體系，造成極具個人特色的印象派風格與和弦色澤變化。